# دار الأوبرا الخديوية
دار الأوبرا الخديوية أو دار الأوبرا الملكية، كانت دار أوبرا في القاهرة، مصر، أقدم دار أوبرا في كل أفريقيا. تم افتتاحه في 1 نوفمبر 1869 وتم إحراقه في 28 أكتوبر 1971.

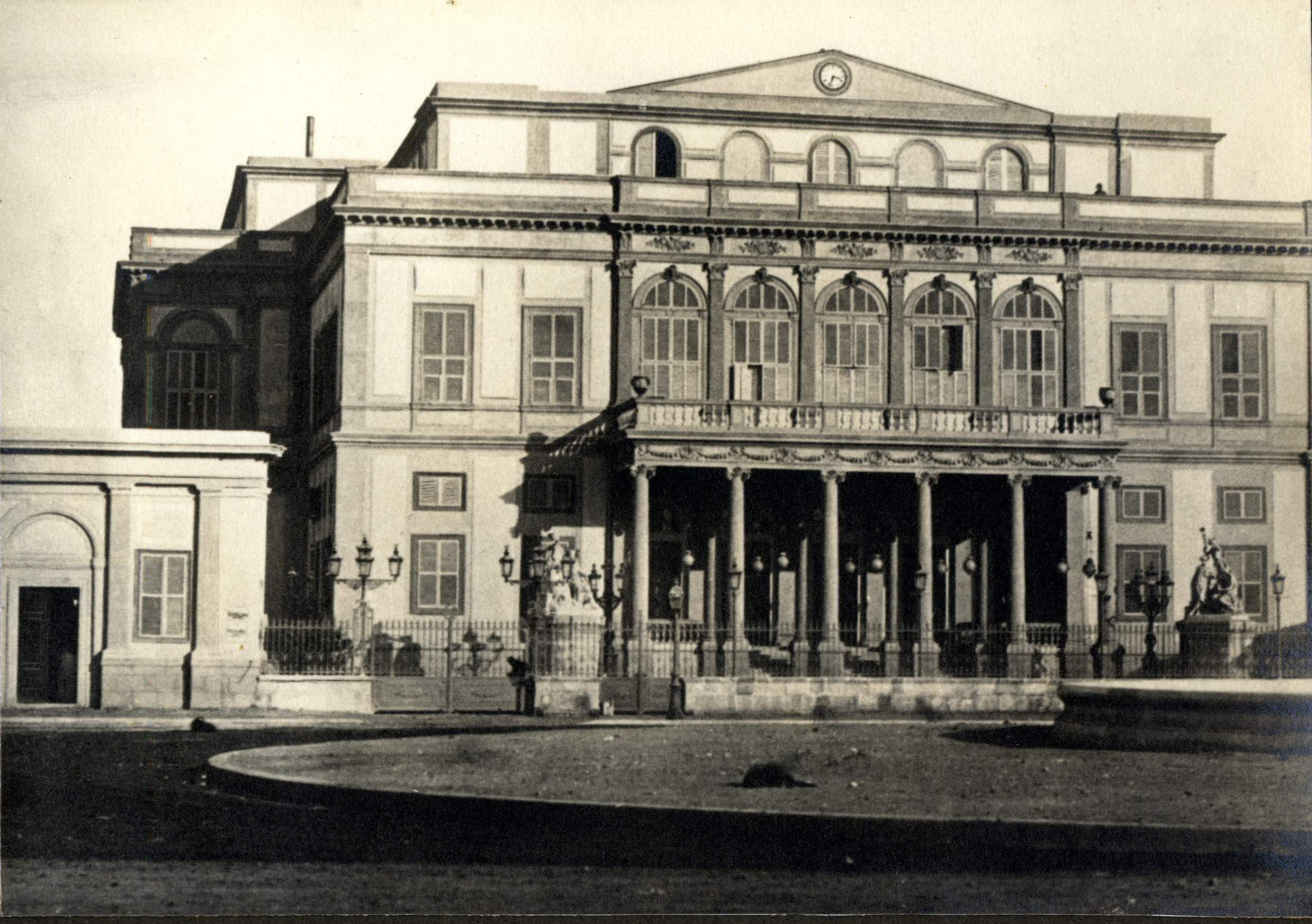
دار الأوبرا الخديوية عام 1869.

## التاريخ
تم بناء دار الأوبرا بأمر من الخديوي إسماعيل احتفالاً بافتتاح قناة السويس. قام المهندس المعماري الإيطالي بيترو أفوسكاني (ربما بمساعدة ماريو روسي) بتصميم المبنى. تتسع لحوالي 850 شخصًا وكانت مصنوعة في الغالب من الخشب. وكانت تقع بين منطقتي الأزبكية والإسماعيلية في عاصمة مصر.
كانت أوبرا فيردي، وريغوليتو هي أول أوبرا تُعرض في دار الأوبرا في الأول من نوفمبر عام 1869. خطط إسماعيل لإقامة معرض أكبر لمسرحه الجديد. بعد أشهر من التأخير بسبب اندلاع الحرب الفرنسية البروسية، استقبلت أوبرا فيردي الجديدة "أوبرا عايدة" (التي تدور أحداثها في المملكة القديمة في مصر)، العرض العالمي الأول في دار الأوبرا الخديوية في 24 ديسمبر 1871.
في ساعات الصباح الباكر من يوم 28 أكتوبر 1971، احترقت دار الأوبرا بالكامل. وسرعان ما احترق المبنى الخشبي بالكامل، ولم ينج منه سوى تمثالين من صنع محمد حسن.
وبعد تدمير دار الأوبرا الأصلية، ظلت القاهرة بدون دار أوبرا لما يقرب من عقدين من الزمن حتى افتتاح دار الأوبرا المصرية الجديدة عام 1988.

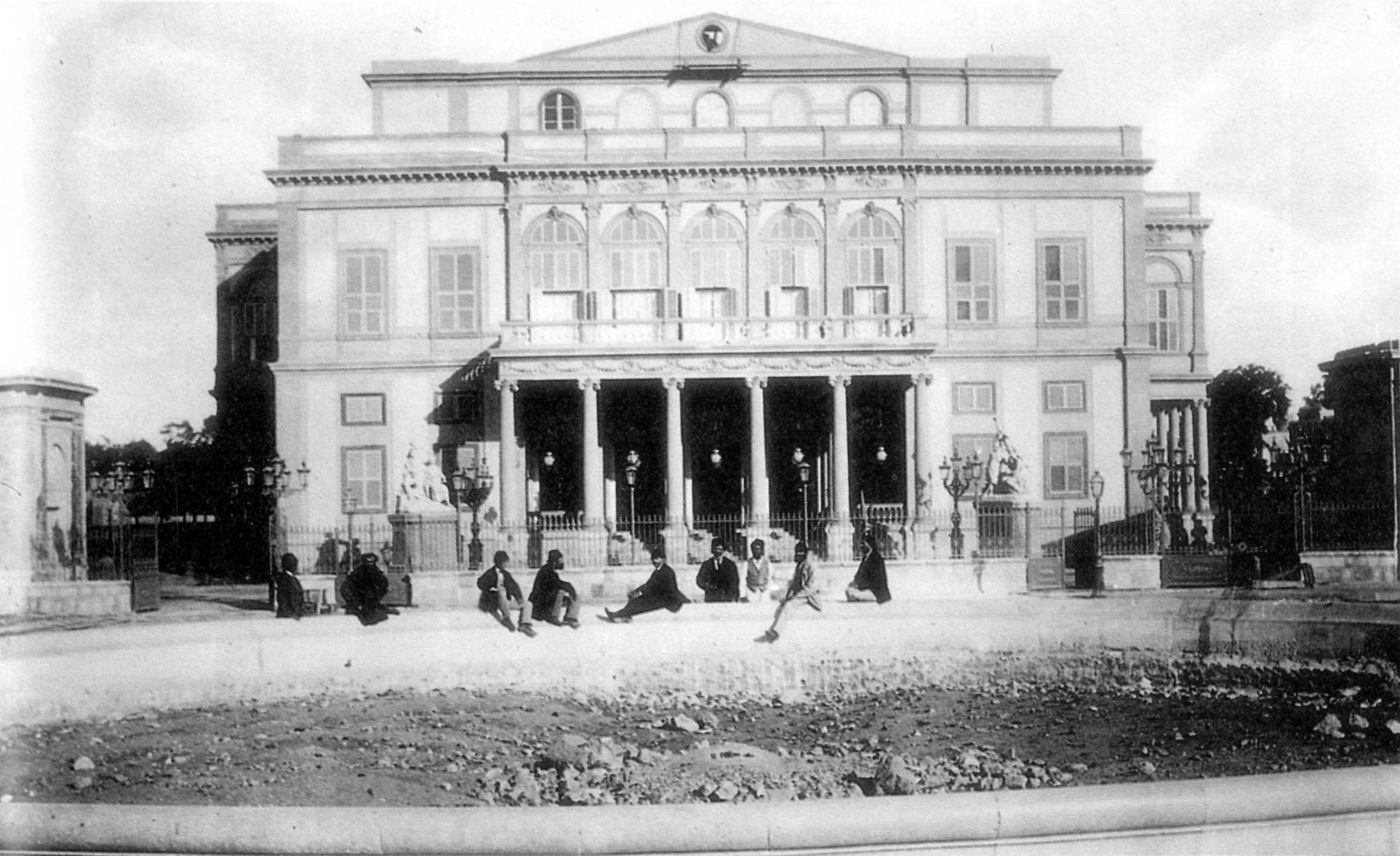
دار الأوبرا الخديوية.

إعيد بناء موقع دار الأوبرا الخديوية وتحويله إلى مرآب خرساني متعدد الطوابق للسيارات. ولا تزال الساحة (جنوب محطة مترو العتبة) المطلة على موقع المبنى تسمى ميدان الأوبرا (ميدان الأوبرا)